# Drynaria roosii
Drynaria roosii är en stensöteväxtart som beskrevs av Nakaike. Drynaria roosii ingår i släktet Drynaria och familjen Polypodiaceae. Inga underarter finns listade.